# إميل لحود

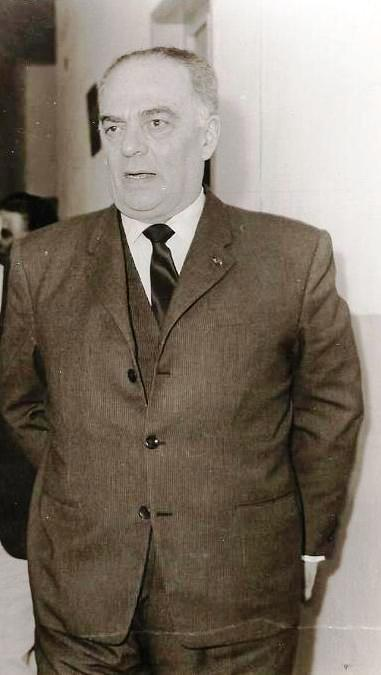
اللواء جميل لحود والد العماد إميل لحود

إميل لحود (12 يناير 1936 -)، رئيس الجمهورية اللبنانية من 24 نوفمبر 1998 إلى 23 نوفمبر 2007. هو ابن العماد جميل لحود أحد قادة الحركة التحررية. انتسب للكلية الحربية في عام 1956. وعين قائداً للجيش بعام 1989 وذلك بعد إقصاء قائد الجيش الأسبق ميشال عون والذي كان يتولى ممانعة ضد الحكم الجديد في لبنان ويتحصن بقصر بعبدا، وشارك لحود كونه قائداً للجيش بالتعاون مع القوات السورية عام 1990 بإقصاء عون من قصر بعبدا. انتخب رئيسا للجمهورية اللبنانية بعام 1998 ومدد له لفترة رئاسية ثانية بعام 2004، وانتهت ولايته الدستورية بتاريخ 23 نوفمبر 2007 وغادر في تمام الساعة الثانية عشر من ليل 24 نوفمبر قصر بعبدا من غير أن يسلم السلطة إلى رئيس جديد بسبب عدم التوصل إلى اتفاق بين الفرقاء اللبنانيين لانتخابه. وقد أعلن عند مغادرته القصر الرئاسي أن ضميره مرتاح وأن لبنان بألف خير وأن الجميع يجب أن يعودوا إلى ضميرهم ويعرفوا أن لبنان مختلف عن دول العالم كلها وتحكمه الديمقراطية التوافقية.

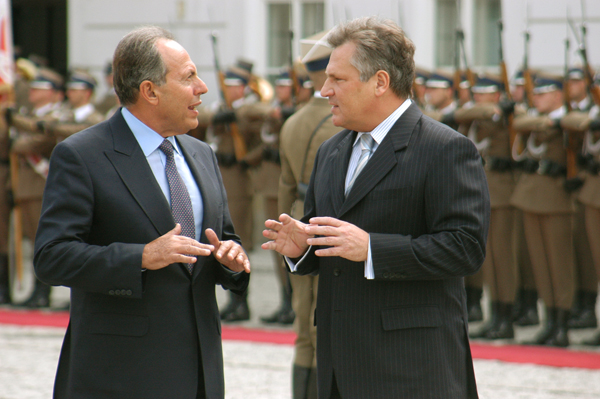
الرئيس اللبناني إميل لحود في حديث مع رئيس جمهورية بولندا

قام خلال ولايته بدعم المقاومة اللبنانية ورفض التدخلات الأجنبية في شؤون لبنان الداخلية. ومن جانب آخر نشطت في عهده حملة اعتقالات من قبل مخابرات الجيش ضد المتشددين الإسلاميين حتى جرهم ذلك إلى مواجهة الجيش والقوى الأمنية في منطقة جرود الضنية في شمال لبنان. كما أنه واجه أنصار قائد القوات اللبنانية المنحلة سمير جعجع وقائد الجيش الأسبق المنفي إلى فرنسا العماد ميشال عون بنفس الأسلوب المتبع من اعتقال.

## اغتيال الحريري
بعد اغتيال رئيس الوزراء اللبناني الأسبق رفيق الحريري في 14 فبراير 2005 وما تبعه من خروج للقوات السورية من لبنان وفتح تحقيق دولي في حادثة الاغتيال تم إجراء انتخابات نيابية أدت إلى فوز ما عرف باسم تحالف 14 آذار بأغلبية المقاعد النيابية والتي بدأت بمقاطعته ومن ثم مطالبته بالاستقالة، لكن ما أطلق عليه تحالف 8 آذار والتيار الوطني الحر بزعامة ميشال عون رفضت ذلك، وإن كان دعم التيار الوطني الحر له بسبب رفضها إقالته مالم يتوفر البديل المناسب.

## تاريخ خدمته العسكرية
تطوع في الجيش بصفة تلميذ ضابط والحق في المدرسة الحربية في 1 أكتوبر 1956 ورقي لرتبة ملازم بحري في 18 سبتمبر 1959. وخضع لعدة دورات داخلية في توجيه الطائرات والمخابرات ودورات خارجية في مجال البحرية في كل من بريطانيا والولايات المتحدة. وتدرج في الرتب العسكرية حتى وصل إلى رتبة عماد بتاريخ 28 نوفمبر 1989 وذلك عند صدور مرسوم من الرئيس إلياس الهراوي بترقيته إلى رتبته الجديدة وتعينة قائداً للجيش اللبناني، وظل يتولى قياده الجيش إلى أن أحيل إلى التقاعد بعد تسلمه منصب رئاسة الجمهورية في 24 نوفمبر 1998.

## حياته الأسرية
متزوج من «أندريه عمدوني» (أندريه لحود بعد الزواج)، ولهما ثلاثة أبناء:
- كارين (مواليد عام 1969، الزوجة السابقة للوزير إلياس المر).
- إميل (مواليد عام 1975، نائب سابق في البرلمان اللبناني لدورة 2000 - 2005).
- رالف (مواليد عام 1977).

## روابط خارجية
- إميل لحود على موقع الموسوعة البريطانية (الإنجليزية)
- إميل لحود على موقع مونزينجر (الألمانية)
- إميل لحود على موقع إن إن دي بي (الإنجليزية)
- إميل لحود على موقع أوليمبيديا (الإنجليزية)